# Carlo Guasco
Carlo Guasco (Solero, 16 marzo 1813 – Solero, 13 dicembre 1876) è stato un tenore italiano.

## Biografia
Vocalmente tenore, il Guasco nacque a Solero da Antonio Francesco e Anna Maria Enriotti e dimostrò sin dalla più tenera età una grande predisposizione alla musica ed al canto. Grazie all'aiuto ed alle pressioni esercitate sui genitori da un parente insegnante di pianoforte, fu al giovane Guasco permesso di dedicarsi completamente allo studio di tali discipline.
Trasferitosi nel settembre 1836 a Milano, divenne allievo di Giacomo Panizza. Dopo soli tre mesi di soggiorno meneghino debuttò al teatro alla Scala con il ruolo del Pescatore nel Guglielmo Tell di Gioachino Rossini, ove immediatamente riscontrò il favore del pubblico e della critica.
Esordì come primo tenore al teatro di Nizza, ove si esibì interpretando opere di Bellini, Rossini, Paisiello e Donizetti. A Nizza seguirono esibizioni a Marsiglia, Pavia, Piacenza, Reggio Emilia, Udine, Bologna, Roma, Ancona, Trieste, Verona e Londra.
L'11 febbraio 1843 partecipò alla prima assoluta de I Lombardi alla prima crociata di Verdi alla Scala di Milano nel ruolo di Oronte.
Nello stesso anno cantò a Vienna, Bergamo, Trieste e Torino.
Il 9 marzo 1844, nei panni del protagonista, partecipò alla prima assoluta dell'Ernani di Verdi, tenutasi al Gran Teatro La Fenice di Venezia. Nello stesso anno torna ad esibirsi a Milano, mentre l'anno seguente è a Genova e Venezia.
È tra gli interpreti della prima assoluta del verdiano Attila, opera che debuttò alla Fenice il 17 marzo 1846.
Successivamente viene scritturato dal teatro Imperiale di San Pietroburgo, ove rimane alcuni anni, per poi esibirsi a Madrid, Nizza e Marsiglia. Ritornato in patria, le sue esibizioni si fanno più rade e nell'agosto 1851 si sposa. Dopo essersi esibito a Parigi nel 1852 ed all'Opera di Vienna si ritira definitivamente dalle scene. Morirà nella sua natia Solero nel dicembre 1876.

## Ruoli creati
- Roggero in Corrado d'Altamura di Ricci (16 Novembre 1841, Milano)
- Oronte in I Lombardi alla prima crociata (11 Febbraio 1843, Milano)
- Riccardo Conte di Chalais in Maria di Rohan di Donizetti (5 Giugno 1843, Vienna)
- Il ruolo del titolo in Ernani di Verdi (9 Marzo 1844, Venezia)
- Foresto in Attila di Verdi (17 Marzo 1846, Venezia)